# Antônio Lima dos Santos
Antônio Lima dos Santos (São Sebastião do Paraíso, 1942. január 18. – 2025. február 3.) válogatott brazil labdarúgó.
A brazil válogatott tagjaként részt vett az 1966-os világbajnokságon.

## Sikerei, díjai
Santos
- Paulista bajnok (7): 1961, 1962, 1964, 1965, 1967, 1968, 1973
- Taça Brasil (5): 1961, 1962, 1963, 1964, 1965
- Torneio Rio-São Paulo (3): 1963, 1964, 1966
- Taça Guanabara (2): 1967, 1968
- Copa Libertadores (2): 1962, 1963
- Interkontinentális kupa győztes (2): 1962, 1963
- Interkontinentális bajnokok szuperkupája (1): 1968